# Троцкий в Нью-Йорке (книга Акермана)
«Троцкий в Нью-Йорке, 1917: Радикал на пороге революции» (англ. Trotsky in New York, 1917: A Radical on the Eve of Revolution) — книга юриста и историка Кеннета Акермана, вышедшая в 2016 году и описывающая «малоизвестную страницу» биографии Льва Троцкого — период в десять недель, которые революционер провёл в США.